# Inmigración portuguesa en China
La inmigración portuguesa en China comenzó cuando el Imperio portugués colonizó la ciudad de Macao, actual región especial de la República Popular de China, principalmente atraído por la colonización y el comercio. En la actualidad, el idioma portugués continúa siendo oficial y hablado, enseñado y utilizado en los medios de comunicación de Macao. En dicha ciudad, alrededor del 1 % de su población mantiene su ascendencia portuguesa.

## Historia

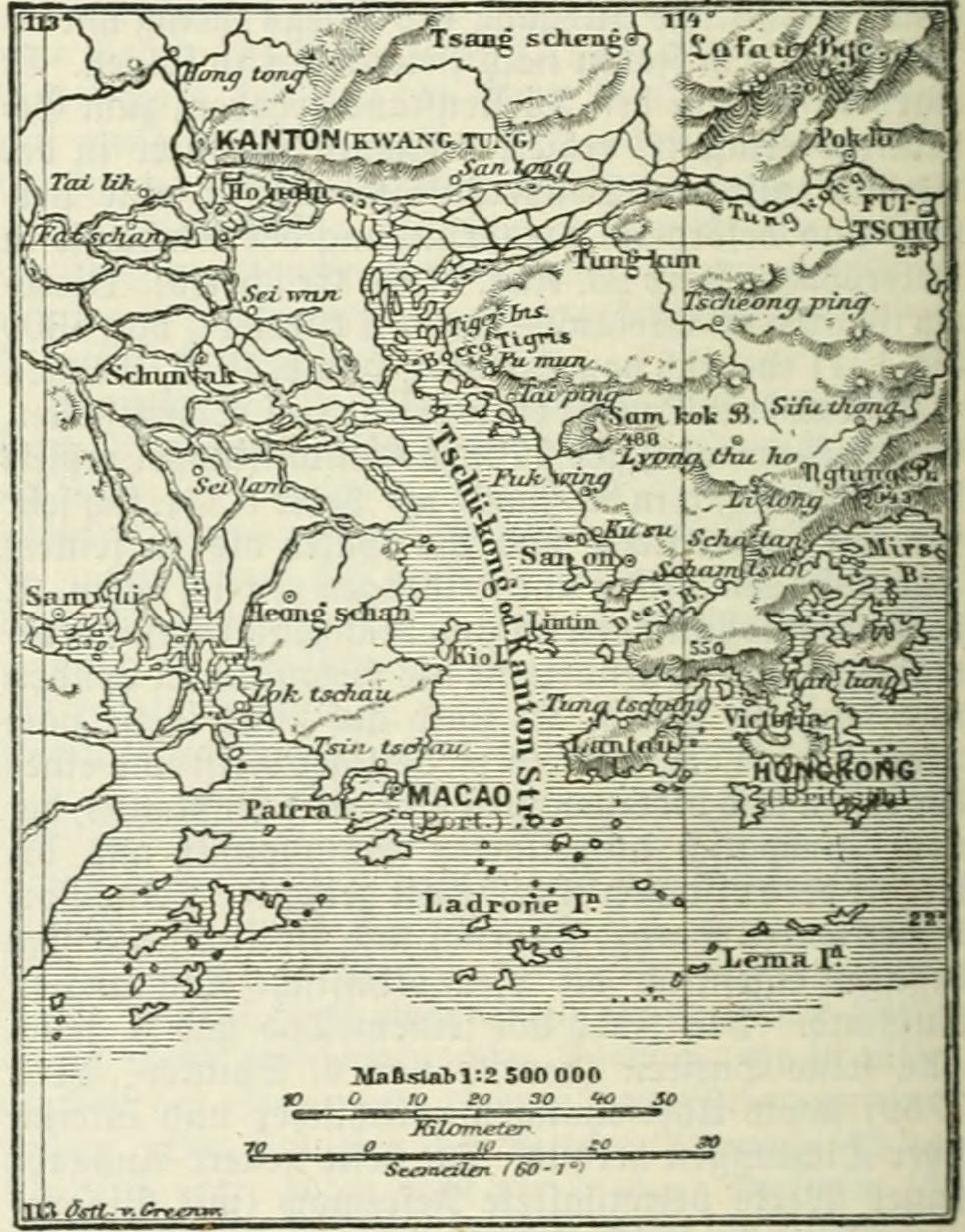
Mapa de Macao y alrededores.

Escudo de armas de la provincia ultramarina portuguesa, vigente entre 1951 y 1976.

Los portugueses ocuparon Macao el 14 de agosto de 1556. A partir de 1670, los portugueses empezaron a pagar un tributo a China por su presencia en el territorio. Macao prosperó como puerto por su situación privilegiada en la ruta comercial entre Malaca, Goa y Japón. Los holandeses, que llegaron a conquistar Malaca y Taiwán, tuvieron ambiciones sobre Macao, pero éste permaneció siempre en manos portuguesas.
La concesión a Portugal del territorio de Amangao se realizó a cambio del auxilio prestado por este país contra los ataques del pirata chino Cham-Si-Lao. Hecha la concesión por el mandarín cantonés, sus límites y entidad fueron sometidos a litigio constante hasta el tratado de 1887.
Después de que Portugal recuperara su independencia en 1640 (tras 60 años de unificación con España), a Macao se le concedió el título oficial de «Cidade do (Santo) Nome de Deus de Macau, não há outra mais Leal» (Ciudad del Santo Nombre de Dios de Macao, no hay otra más leal). Era la única ciudad que había logrado mantener la soberanía durante los 60 años de gobierno español.
La particularidad de Macao como enclave europeo en territorio chino desaparecería en 1842, al final de la primera guerra del Opio, cuando los británicos consiguieron la soberanía sobre la isla cercana de Hong Kong, en la que se establecerían hasta 1997.
El puerto de Hong Kong relegaría a Macao a un segundo plano en el ámbito comercial. A pesar de esta crisis, la debilidad de la corte Qing en aquel momento permitió a Portugal suspender el pago del llamado foro do chão, impuesto por el uso del suelo que Portugal pagaba a China y que suponía un reconocimiento tácito de la soberanía china. Esta consolidación del control portugués sobre Macao se refleja también en el reconocimiento del territorio como provincia portuguesa en 1844. Hasta entonces, Macao dependía de las posesiones portuguesas en la India. A pesar de que nunca se había producido una transferencia formal de soberanía, Portugal consideraba a Macao una parte integrante de su territorio en 1822, y con el cese del pago de tributo a China se confirmaba que el poder sobre Macao era portugués. En 1851 las autoridades portuguesas anexionaron al territorio las dos islas próximas de Taipa y Coloane, triplicando así la superficie de Macao.
Curiosamente Portugal, que tenía dificultades para mantener el territorio, ofreció a China la devolución de Macao en dos ocasiones, primero en 1967 y de nuevo en 1974. En aquellos momentos de agitación política bajo el maoísmo, el Gobierno chino rechazó la oferta de asumir la administración de Macao, una ciudad capitalista enclavada en un país comunista. En 1984, tras el acuerdo con el Reino Unido para la devolución de Hong Kong, la República Popular China comunicó a Portugal su intención de recuperar la administración de Macao el 20 de diciembre de 1999. Aunque Portugal quiso proponer una fecha más tardía, la firmeza china hizo que los portugueses no tuvieran más remedio que aceptar el fin de su presencia en Macao con las condiciones impuestas por Pekín, un calco del acuerdo alcanzado con el Reino Unido para Hong Kong.

## Estadísticas

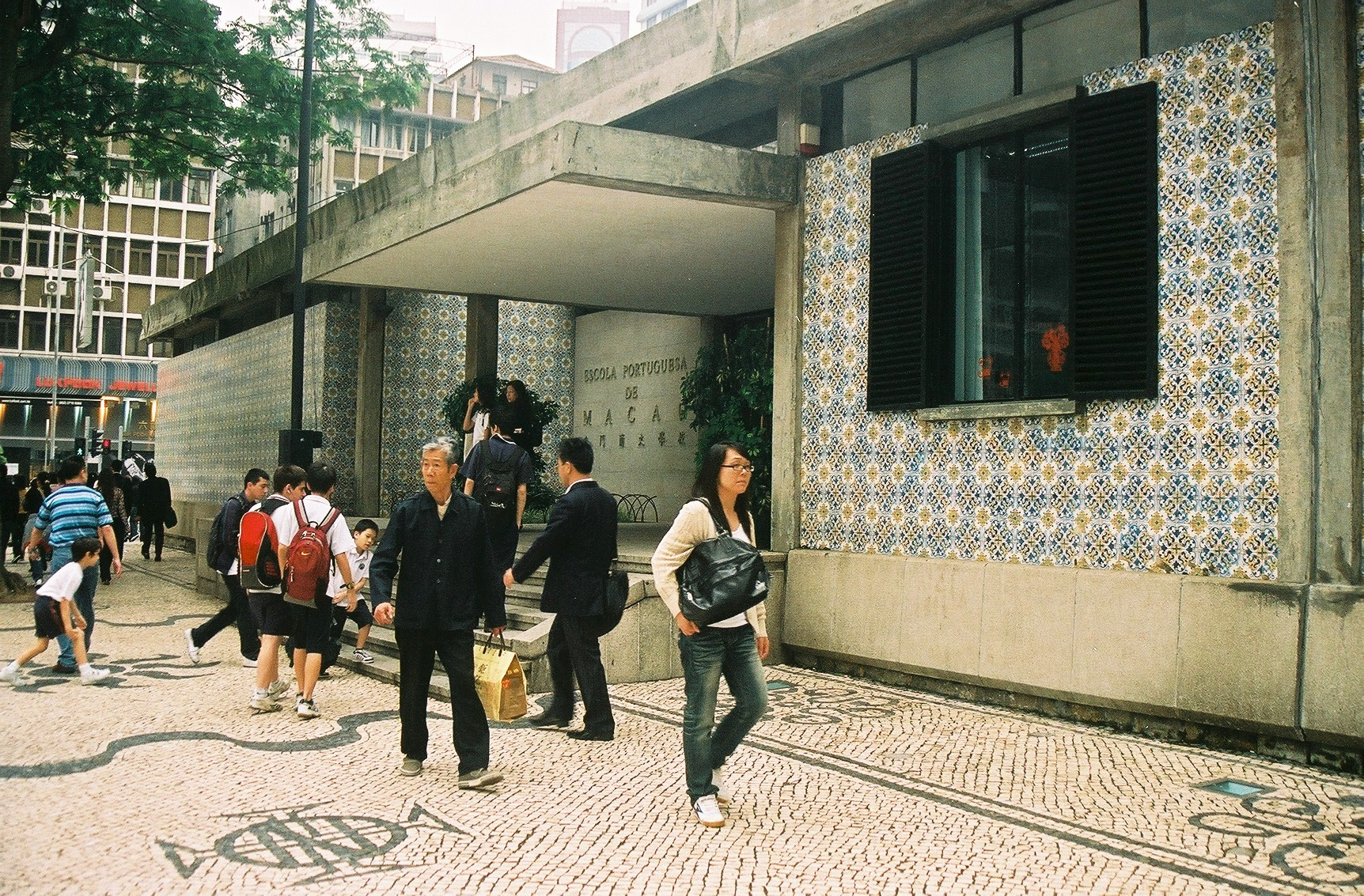
Escuela portuguesa de Macao.

Macao es la región más densamente poblada del mundo, con una densidad de población de 18 428 habitantes por kilómetro cuadrado. La comunidad de los llamados macaenses, personas de ascendencia mixta asiática y portuguesa -en muchos casos también con antepasados chinos-, constituyen alrededor del 1% de la población actual de Macao. Los macaenses durante la época de dominio portugués constituyeron la élite social de Macao. De acuerdo con el censo de 2006, 0,3 % de los residentes de Macao habían nacido en Portugal (cerca de unas 2 000 personas). Hacia el censo de 2011, el 0,9 % de los habitantes tenía nacionalidad portuguesa, aunque se estima que cerca de 100 mil personas poseen pasaporte portugués.
| Grupo                | 1991    | 1991    | 2001    | 2001    | 2011    | 2011    |
| Grupo                | Número  | %       | Número  | %       | Número  | %       |
| -------------------- | ------- | ------- | ------- | ------- | ------- | ------- |
| Chino                | 338 191 | 95.1    | 416 353 | 95.7    | 510 383 | 92.4    |
| Chino y portugués    | 4 477   | 1.3     | 4 254   | 1.0     | 4 019   | 0.7     |
| Portugués            | 4 221   | 1.2     | 2 810   | 0.6     | 3 485   | 0.6     |
| Chino y no-portugués |         |         | 1 771   | 0.4     | 1 601   | 0.3     |
| Otros                | 7 804   | 2.2     | 10 047  | 2.3     | 33 015  | 6.0     |
| Portugués y otros    |         |         | 709     | 0.2     | 602     | 0.1     |
| Total                | 355 693 | 355 693 | 435 235 | 435 235 | 552 503 | 552 503 |

## Idiomas

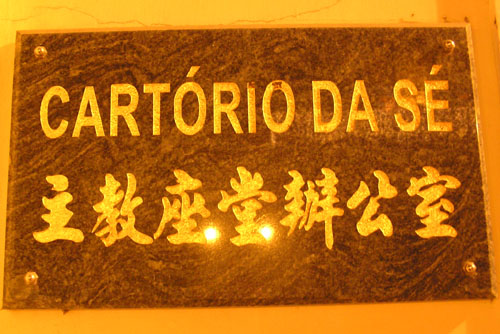
Cartel indicador en Macao en idiomas chino y portugués. "主教座堂辦公室" (en chino) y "Cartório da Sé" (en portugués), que significa "Oficina de la Catedral".

El portugués de Macao o Patuá (Português Macaense) es un dialecto del portugués hablado en Macao. Es cooficial con el cantonés. Sólo es hablado por un 7% de los residentes, menos de un 2% lo hablan como primera lengua. Es distinta del criollo macaense, un criollo del portugués en Macao. Su base es portuguesa y posee mucha influencia cantonesa, malaya y de muchos otros idiomas. El portugués, a pesar de su carácter cooficial, tiene una presencia muy reducida en el Macao actual. De hecho, el dialecto que hablaba la comunidad macaense ya está prácticamente extinguido, y son pocos los que hablan el portugués.
En la actualidad solo existe una escuela en Macao en la cual la enseñanza se imparte en portugués. Igualmente, ha habido un aumento en la enseñanza del portugués, debido a los vínculos comerciales entre China y las naciones lusófonas tales como Brasil, Angola, Mozambique, y Timor Oriental, con 5000 estudiantes que están aprendiendo el idioma.
La señales y carteles se escriben tanto en chino tradicional como en portugués.

## Cultura

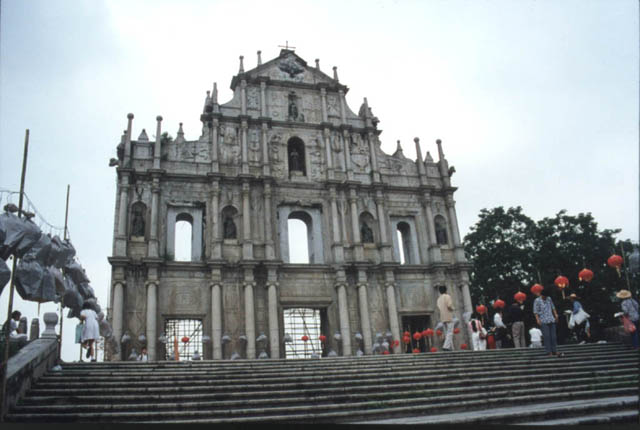
Ruinas de la Catedral de San Pablo, que fue consumida por un incendio en 1835.

La cultura de Macao es una combinación de la cultura china tradicional con la cultura portuguesa. La larga presencia de Portugal se refleja sobre todo en la arquitectura de Macao. Por otra parte, en Macao se han conservado aspectos de la cultura china, como las religiones tradicionales, que en la China continental se han estado perdiendo.
Parte esencial de la cultura de Macao es la llamada comunidad macaense. Aunque actualmente están perdiendo sus señas de identidad, éstos, como hablantes de portugués y practicantes del catolicismo, se sentían vinculados sentimentalmente a Portugal, y en ellos confiaban las autoridades portuguesas para las labores de administración de Macao. Hoy en día, la comunidad macaense se enfrenta a una crisis de identidad. Es difícil saber cuántos son exactamente, en parte por la existencia de familias mixtas, y también porque ni Portugal ni China han hecho nunca censos en el territorio en que se pida a los habitantes que detallen su sentimiento identitario. Se estima que se pueden considerar macaenses, en sentido estricto, unos 10.000 de los 500.000 habitantes actuales de Macao.
Anualmente, desde 1998, se celebra el Festival de la Lusofonía (Festival da Lusofonia).